# Cannaphila mortoni
Cannaphila mortoni е вид водно конче от семейство Libellulidae.

## Разпространение
Този вид е разпространен в Коста Рика и Панама.